# Raymond Marcellin
Raymond Marcellin (ur. 19 sierpnia 1914 w Sézanne, zm. 8 września 2004 w Paryżu) – francuski polityk.
Członek partii Centrum Demokratów Społecznych; od maja 1968 do lutego 1974 pełnił funkcję ministra spraw wewnętrznych Francji, a w latach 1978–1986 był prezydentem Rady Regionalnej Bretanii. W latach 1946–1974 i 1981–1997 był deputowanym do Zgromadzenia Narodowego, a 1974-1981 senatorem.